# Pinaropappus roseus
Pinaropappus roseus là một loài thực vật có hoa trong họ Cúc. Loài này được (Less.) Less. miêu tả khoa học đầu tiên năm 1832.